# Центральный административный округ (Омск)
Центра́льный администрати́вный о́круг — внутригородская территория (административно-территориальная единица) города Омска. Охватывает центральную часть города. Здесь сосредоточены наиболее значимые культурные и промышленные объекты. В Центральном административном округе Омска расположены Омский государственный музыкальный театр, Омский академический театр драмы, Омский театр для детей и молодёжи, Спортивно-концертный комплекс им. В. Блинова, Омский цирк, другие учреждения культуры и искусства. Отличительная особенность — ЦАО является административным центром не только города, но и области.
На февраль 2016 года уровень загрязнения воздуха в округе был одним из самых высоких в городе из-за интенсивного автомобильного движения.

## История

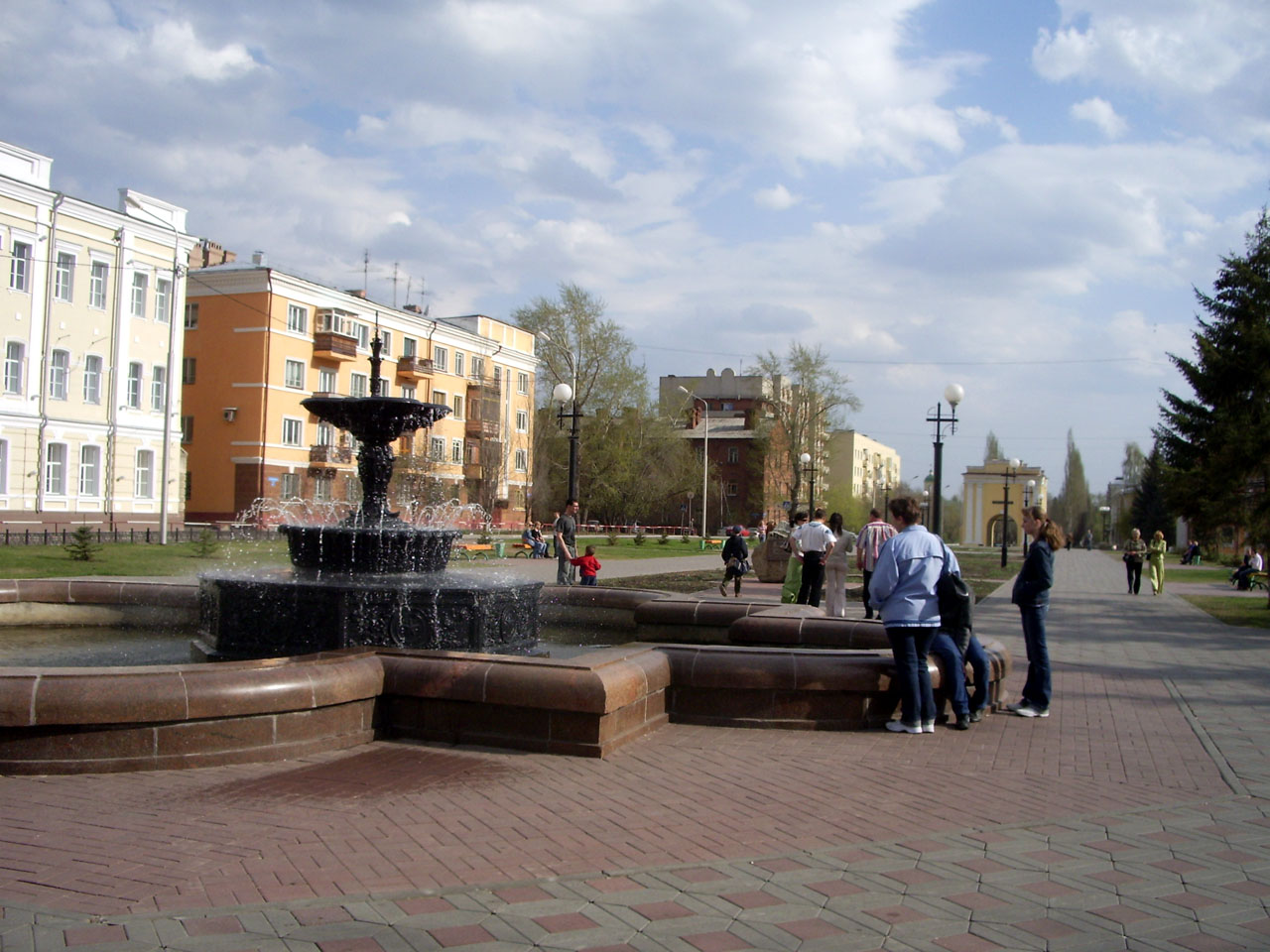
Улица Тарская, ведущая к Тарским воротам в «старом» городе (часть бывшей омской крепости)

История ЦАО г. Омска тесно связана с историей самого города, поскольку Омск зарождался именно на этой территории, в устье реки Оми. Здесь в 1716 году И. Д. Бухгольц заложил первую Омскую крепость. В крепости и вокруг неё сооружались посады, возводились деревянные и каменные здания.
Летом 1836 года городской совет разрешил строительство торговых лавок в Ильинском форштадте, на левом берегу Оми на месте «чёрного» базара. Мещанам там дозволялось построить деревянные торговые лавки для продовольственных товаров. Самыми дорогими из продаваемых под застройку земель были расположенные у моста; цена их по первому разряду была 10 копеек за квадратную сажень, по второму разряду — 3 копейки за квадратную сажень.
В 1859 году было построено здание военного собрания. В настоящее время в нём располагается Омский гарнизонный Дом офицеров.
В 1861 году на Ильинском форштадте началось строительство дворца генерал-губернатора, а рядом — городской почты.
Также было возведено здание Никольского собора, который является настоящей достопримечательностью города.
В 1893 году Омская дума предоставляет свои помещения для публичной библиотеки. Впоследствии здание становится крупнейшим книгохранилищем. В советские годы оно становится научной библиотекой имени Пушкина. После переезда библиотеки в новое здание в данном помещении располагается Омский городской совет.
Через Тобольские ворота был въезд в город со стороны Иртыша. Неподалёку находилась пристань. Тарские ворота вели в Степной бастион Омской крепости, в котором размещался каторжный острог (в XXI веке эту территорию занимает Республиканский медицинский колледж № 3). В остроге отбывал наказание русский писатель Ф. Достоевский.
В XIX веке границы Омской крепости значительно расширяются. Город становится центром культурной и торговой жизни Западной Сибири русского государства. Все основные события разворачиваются на территории современного ЦАО.
К началу XX века формируется деление города на административные центры (форштадты). Территория современного ЦАО охватывает несколько бывших форштадтов, в том числе Подгорный, Кадышевский, Бутырский. Главной улицей Омска в то время был Чернавинский (Любинский) проспект, на котором располагались торговые ряды центральных магазинов.
Примечательно, что одна и та же улица, проходя через соседний форштадт, меняла название. Так, продолжение Чернавинского проспекта за Железным (ныне Юбилейным) мостом было улицей Дворцовой, а далее — Атаманской.
При советской власти город делится на административные районы. Основная часть нынешнего ЦАО становится Центральным и Куйбышевскими районами Омска.
В 1997 году Городской Совет принимает решение «Об изменении административно-территориального устройства города Омска». Город решено поделить на административные округа. В состав ЦАО входят территории бывшего Куйбышевского и Центрального, а также часть территории Первомайского районов.

## Население
| 2002    | 2009     | 2010     | 2013     | 2019     | 2021     |
| ------- | -------- | -------- | -------- | -------- | -------- |
| 272 726 | ↘268 073 | ↗276 203 | ↘275 900 | ↘270 500 | ↗271 440 |

## Административное управление
Жилищно-коммунальное хозяйство ЦАО представляет собой сложную систему. В состав окружной администрации входит управление коммунального хозяйства, занимающееся благоустройством территории Центрального округа и ремонтом автодорог, а также предприятие «Жилищное хозяйство ЦАО», являющееся органом, отвечающим за содержание и эксплуатацию жилого фонда.
Под ведомством Центрального округа в 2009 году находится 1880 многоэтажных жилых домов, а также более 24000 частных домовладений. Администрированием занимаются ТСЖ и ЖСК.
В ЦАО зарегистрировано более 11 тыс. юридических лиц, из которых 4,6 тыс. действующие.
Администрация ЦАО наделена всеми правами юридического лица. Имея самостоятельный баланс, может осуществлять любые имущественные операции. Глава администрации назначается на должность и освобождается от должности главой городского самоуправления (мэром) города Омска. Он персонально несёт полную ответственность за выполнение всех задач, возложенных на администрацию.
В соответствии с «Положением об администрации округа» и в пределах полномочий, определённых законодательством, окружная администрация включает в себя 11 служб со структурой и штатным расписанием, утверждёнными мэром Омска. В компетенции окружной администрации находится осуществление территориального управления государственными учреждениями, имеющими ведомственное подчинение и решающими социальные и прочие вопросы населения.
В округе действует 16 территориальных комитетов общественного самоуправления: «Степной», «Первокирпичный», «Молодёжный», «Центральный-1», «Центральный-2», «Центральный-3», «Центральный-4», «Центральный-5», «Центральный-6», «Центральный-7», «Центральный-8», «Центральный-9», «Загородный», «Амурский-1», «Амурский-2», «Релеро». К работе в органах территориального общественного самоуправления привлечено более 3 тыс. человек.
Среди первостепенных задач администрации округа — реализация городских программ в сфере обеспечения жизнедеятельности населения, а также решение социальных проблем. Администрация округа занимается вопросами детской и молодёжной политики, социальной защиты, жилищно-коммунального обслуживания населения. Большое внимание уделяется организации фирменной торговли предприятий округа, созданию и открытию социальных рынков. Проводится работа по благоустройству, «зелёному строительству» и улучшению санитарного содержания территории ЦАО.
Администрацией разработан план мероприятий по благоустройству дворовых территорий округа.

## Исторические улицы

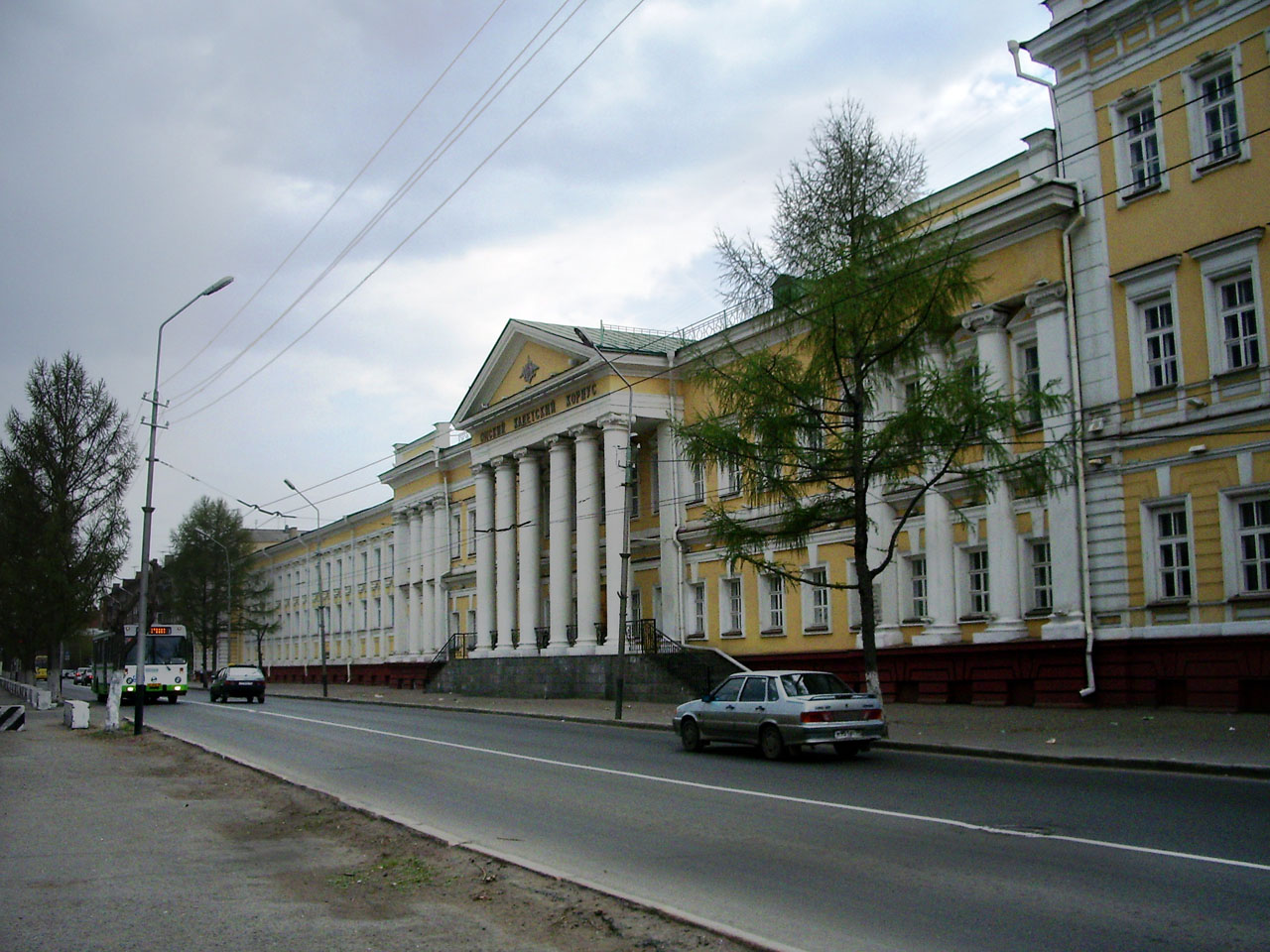
Улица Ленина, Омский кадетский корпус

- ул. Ленина
- ул. Герцена
- ул. Маршала Жукова
- пр. Маркса
- Ул. Красный Путь
- Ул. Маяковского
- ул. 10 лет Октября
- ул. Омская
- Ул. Куйбышева
- ул. Фрунзе
- ул. Гагарина
- ул. Богдана Хмельницкого
- ул. 20 лет РККА
- ул. Орджоникидзе
- ул. Иртышская Набережная
- ул. Тарская
- б-р Мартынова
- ул. Челюскинцев
- ул. 20-я Северная
- ул. Куйбышева
- ул. Багратиона
- ул. Арнольда Нейбута

## Промышленность округа
На территории Центрального административного округа располагается множество крупных промышленных предприятий (приборостроение, машиностроение, радиотехническая, топливно-энергетическая, полиграфическая, лёгкая и пищевая промышленность, производство строительных материалов).

### Машиностроение, металлообработка
Данная отрасль является наиболее развитой в регионе. Наиболее значимые для Омска предприятия располагаются на территории ЦАО Омска. Среди них:
- Предприятие «Сибкриотехника» (криогенное оборудование, установки воздухоразделительные),
- Предприятие «Высокие технологии» (Омскагрегат) (силовые гидронасосы, насосы высокого давления, гидромоторы, гидрораспределители),
- Предприятие «Сатурн»,
- Научно-производственное предприятие «Эталон» (термопреобразователи, термоизмерительное и метрологическое оборудование),
- Омское машиностроительное конструкторское бюро (авиационные двигатели и их ремонт),
- Омский приборостроительный завод им. Н. Г. Козицкого (радиоприёмные и радиопередающие устройства),
- Предприятие «Электроточприбор» (электроизмерительные приборы, специальные приборы, в том числе для Российского космического агентства)
- Омское производственное объединение «Радиозавод имени А. С. Попова» (бытовые газовые счётчики, портативные радиостанции).

Предприятия выпускают продукцию как для внутреннего, так и для внешнего рынка. Периодически участвуют в международных выставках (в том числе ВТТВ).

### Топливно-энергетическая промышленность
Основные предприятия топливного комплекса Омска на территории Центрального округа: ОАО «Сибнефть — Омскнефтепродукт», ОАО «Омскоблгаз» и др.
Крупнейшая энергосистема Омска ОАО "Акционерная компания энергетики и электрификации «Омскэнерго» представляет собой комплекс электростанций, котельных, электрических и тепловых сетей, связанных общностью режима работы и имеющих централизованное оперативно-диспетчерское управление. Головной офис находится на территории ЦАО. Основные направления деятельности: выработка электроэнергии и отпуск тепла с коллектора.

### Лёгкая промышленность
На территории ЦАО г. Омска располагаются следующие предприятия:
- Обувная фабрика «Луч» (специальная обувь для военнослужащих),
- Предприятие «Импульс» (обувь из натуральной кожи),
- Предприятие «Омсктрикотаж»,
- Предприятие «Силуэт».

### Пищевая промышленность
Среди крупных предприятий пищевой промышленности округа можно выделить:
- Предприятие БКК «Омский» (кондитерские изделия),
- Предприятие «Форнакс» (хлебобулочная и кондитерская продукция),
- Омский завод плавленых сыров,
- Омская макаронная фабрика,
- Омский хладокомбинат «Инмарко» (мороженое),
- Ликёро-водочный завод «ОША» (ликёроводочная продукция, пиво, пищевой спирт),
- Ликёро-водочный завод «Омсквинпром» (ликёроводочная продукция, безалкогольные напитки),
- Компания «Spring» (кондитерские изделия, безалкогольные напитки).
- Предприятие «Элитмаркет»

### Полиграфическая промышленность
На территории Центрального округа находится крупнейшее в Омске полиграфическое предприятие Омская картографическая фабрика. Свою историю она ведёт с небольшого сектора Сибирского геодезического управления, занимавшегося картосоставительными работами. До 20 мая 1934 года известна как Сибирская картографическая фабрика.
С 27 мая 1936 года работает Омская областная типография. Это — универсальное предприятие, выпускающее разнообразную продукцию от бланков и газет до книжно-журнальной продукции омских и иногородних издательств.
В начале XXI века на территории округа появились такие крупные полиграфические предприятия, как Омский дом печати, Омское книжное издательство, Омскбланкиздат и др.

## Учреждения культуры и искусства
- Спортивно-концертный комплекс им. Блинова
- Музыкальное училище им. Шебалина
- Детская школа искусств № 6
- Детская школа искусств № 5

## Учреждения образования
- Омский автотранспортный колледж
- Омский авиационный колледж имени Н.Е. Жуковского
- Университетский химико-механический колледж Сибирского казачьего института технологий и управления (филиал) ФГБОУ ВО "Московский государственный университет технологий и управления им. К.Г. Разумовского (ПКУ)"
- Лицей № 64
- Гимназия № 62;
- Гимназия №69;
- Гимназия № 115;
- Гимназия № 146;
- Гимназия № 85
- Школа № 6
- Школа № 113
- Школа № 116
- Школа № 93
- Школа № 77
- Гимназия № 159
- Школа № 91
- Школа № 66
- Школа № 17
- Школа № 65
- Школа № 132
- Школа 1
- Школа 48
- Школа № 152
- Лицей № 29
- Школа № 15

## Медицинские учреждения
- Городская клиническая детская больница
- Поликлиника ГКДБ-2
- Стационар ГКДБ-2
- Городская детская больница № 4
- Поликлиника № 1 ГДБ-4
- Поликлиника № 2 ГДБ-4
- Стационар ГДБ-4
- Родильный дом № 1
- Городская поликлиника № 13
- Городская поликлиника № 16
- Женская консультация роддома № 2
- Областной онкологический диспансер № 2
- Областной центр Госсанэпиднадзора № 2